# Леденице (Черна гора)
Леденице (на сръбски: Леденице) е село в Черна гора, разположено в община Котор. Населението му според преброяването през 2011 г. е 18 души.

## Население
Численост на населението според преброяванията през годините:
- 1948 – 176 души
- 1953 – 195 души
- 1961 – 153 души
- 1971 – 128 души
- 1981 – 76 души
- 1991 – 45 души
- 2003 – 32 души
- 2011 – 18 души